# الخضراء (الشرية)

تعديل مصدري - تعديل

الخضراء هي إحدى قرى عزلة آل غنيم بمديرية الشرية التابعة لمحافظة البيضاء، بلغ تعداد سكانها 861 نسمة حسب تعداد اليمن لعام 2004.